# Scintigrafia per lo studio del transito esofago-gastro-duodenale
La scintigrafia per lo studio del transito esofago-gastro-duodenale è una metodica non invasiva di Medicina Nucleare che consente di studiare la motilità esofago-gastro-duodenale nei casi di sospette alterazioni funzionali. Sebbene sia una metodica usata sin dagli anni '60, attualmente manca tuttavia una standardizzazione della procedura di esecuzione in termini di composizione del pasto somministrato (il fattore principale implicato nel processo), posizionamento del paziente e frequenza e durata delle acquisizioni delle immagini scintigrafiche.

## Studio scintigrafico del transito gastrico
Questa indagine diagnostica è indicata nei casi in cui vi sia un sospetto di alterata motilità gastrica da causa meccanica o non; nel follow-up del paziente dopo chirurgia e per il monitoraggio del trattamento medico. 
| Meccanica     | - Ulcera peptica (ulcera duodenale ed ulcera del canale pilorico) - Post-chirurgiche (piloroplastica; emigastrectomia) - Stenosi ipertrofica del piloro - Neoplasie dello stomaco - Post-radiotrattamento - Trauma                           |
| Non meccanica | - Metaboliche (diabete; uremia; gastrinoma; ipo - ed ipertiroidismo) - Neurologiche (vagotonia; neuropatia; gastroparesi) - Malattie sistemiche (sclerodermia; amiloidosi; anoressia nervosa) - Farmacologiche (anticolinergici ed oppiacei) |

### Preparazione all'esame
Il paziente deve essere a digiuno da almeno 6 ore (meglio se dalla mezzanotte precedente se l'esame è prenotato per la mattina) e, nel caso di pazienti donne in età fertile, dovrebbe essere eseguito nei primi 10 giorni del ciclo mestruale per evitare gli effetti di variazioni ormonali sulla motilità gastrica. I pazienti in terapia con farmaci procinetici o che causino un alterato svuotamento gastrico (es. analgesici narcotici), in base al quesito diagnostico, potrebbero dover sospendere tali agenti per un periodo variabile fra le 48 e le 72 ore, in base all'emivita del farmaco in questione. Gli analgesici oppioidi ed gli anticolinergici ritardano lo svuotamento gastrico e, se non interrotti adeguatamente, potrebbero alterare la motilità gastrica, rendendo l'esame falsamente positivo per la diagnosi di rallentato svuotamento gastrico. Anche il fumo è un fattore che può causare un rallentato svuotamento gastrico, sarebbe pertanto preferibile che i pazienti non fumino il giorno dell'esame. Una glicemia elevata (superiore a 144 mg/dL) può, analogamente, ritardare lo svuotamento e, nei pazienti diabetici, è stata suggerita la somministrazione di insulina per normalizzarne i livelli, qualora essi dovessero raggiungere i 275 mg/dL. 

### Esecuzione dell'esame
Viene somministrato al paziente un pasto di consistenza solida, generalmente costituito da proteine (es. uova), radiomarcato con 99mTc-colloidale (Nanocoll©): 7,4-14,8 MBq (0,2-0,4 mCi)., che deve essere consumato in circa 10 minuti. Vengono quindi acquisite delle immagini statiche, usando una gamma-camera, a distanza di 0, 1, 2 e 4 ore per 1 minuto ciascuno sia in proiezione anteriore che posteriore. Per stabilire la velocità di svuotamento gastrico viene calcolata la media geometrica dei conteggi così ottenuti e corretti per il decadimento a livello dello stomaco, dopo averne contornato la superficie di pertinenza (ROI, region of interest) per escludere il contributo ai conteggifornito dagli altri organi e/o dal fondo radioattivo, ad esempio facendo attenzione ad escludere le eventuali anse intestinali sovrapposte.

### Interpretazione dell'esame
Lo svuotamento gastrico viene considerato rallentato se risulta maggiore del 90% (calcolato al 95° percentile) dopo 1 ora; superiore al 60% dopo 2 ore e maggiore del 10% a 4 ore. Ciascuno di questi valori può essere inserito su un grafico per ottenere la curva attività-tempo che descrive l’andamento della radioattività nella regione di interesse (ROI) per l’intera durata dello studio scintigrafico. La tipica curva che descrive lo svuotamento gastrico dei solidi ha un andamento lineare, talvolta preceduto da una fase iniziale di latenza (lag-time). I più comuni parametri (per lo studio dei solidi) sono rappresentati dal calcolo dell’attività residua a 60 e 120 minuti, dalla pendenza (K) della fase lineare, e dal tempo di dimezzamento (T1/2) del contenuto gastrico. 
Bisognerebbe anche annotare se vi siano altre anomalie evidenti nelle immagini scintigrafiche, ad esempio una ritenzione prolungata del cibo in sede esofagea o un'ernia iatale.